# Huntington House
Huntington House ist ein Herrenhaus nahe der schottischen Stadt Haddington in der Council Area East Lothian. 1971 wurde das Gebäude in die schottischen Denkmallisten in der höchsten Kategorie A aufgenommen. Des Weiteren ist der zugehörige Taubenturm eigenständig ebenfalls als Kategorie-A-Bauwerk klassifiziert. Das Südtor ist hingegen als Kategorie-B-Bauwerk eingeordnet, während die Stallungen als Denkmal der Kategorie C erfasst sind.

## Beschreibung
Huntington House liegt isoliert rund 2,5 km nordwestlich des Zentrums von Haddington. Das Gebäude stammt aus dem späten 17. Jahrhundert, wurde jedoch um 1830 erweitert und modernisiert. Es weist einen uneinheitlichen Grundriss mit zwei- und dreistöckigen Gebäudeteilen auf. Die Fassaden sind mit Harl verputzt und die Kanten mit Ecksteinen abgesetzt. Die südexponierte Frontseite ist symmetrisch aufgebaut und sechs Achsen weit. Der Eingangsbereich am Mittelrisalit ist mit Architrav und bekrönendem Gesims gestaltet. Links schließt ein Glashaus neueren Datums an. Markant ist der an der Ostseite hervortretende Rundturm mit Kegeldach. Das ursprüngliche Gebäude besteht aus dem länglichen Gebäudeteil entlang der Rückseite. An der Westseite tritt eine polygonale Auslucht mit schlichtem Gesims hervor. Die Dächer sind mit grauem Schiefer eingedeckt.

## Taubenturm

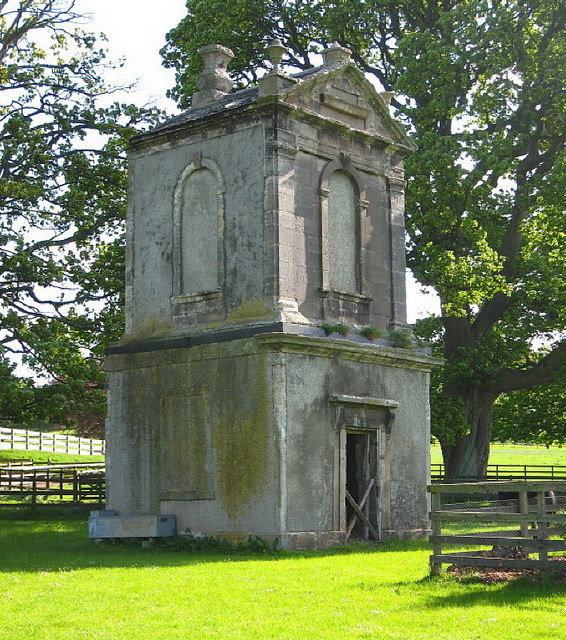
Taubenturm von Huntington House

Der Taubenturm wurde um 1750 errichtet. Er ragt von einer quadratischen Grundfläche mit einer Seitenlänge von 4,45 m rund 50 m südwestlich des Haupthauses auf. Möglicherweise sitzt er auf den Grundmauern einer ehemaligen Kapelle der Klosteranlagen von Haddington auf. 2008 wurde das leerstehende Gebäude in das Register gefährdeter denkmalgeschützter Bauwerke in Schottland aufgenommen. Sein Zustand wird jedoch als gut bei gleichzeitig geringer Gefährdung der Bausubstanz beschrieben.
Der zweistöckige Turm ist klassizistisch ausgestaltet. Wie auch am Herrenhaus sind die Fassaden mit Harl verputzt. Die Ausnahme bildet die Fassadenfläche oberhalb des Eingangsportals an der Ostseite. Ein schlichtes, auf Kragsteinen ruhendes Gesims bekrönt das Portal. Darüber läuft ein Kranzgesims. Die allseitigen Rundbogenfenster mit Schlusssteinen sind heute ebenso blind wie die Türen an der Nordseite. Der Turm schließt mit einem schiefergedeckten Satteldach. Im Innenraum sind verschiedene Nistkästen erhalten.

## Südtor
Das als Kategorie-B-Bauwerk klassifizierte Südtor markiert die südliche Zufahrt zu dem Herrenhaus. Es liegt rund 250 m südwestlich. Möglicherweise entstand das Bauwerk ebenfalls um 1750. Die steinernen Torpfosten mit polygonalem Grundriss sind aus Quadersteinen gemauert. Oberhalb des gekehlten Sockels befinden sich profilierte Vertiefungen. Auf dem westlichen Pfosten sitzt eine oktogonale Urne auf, die am östlichen Pfosten nicht mehr erhalten ist.

## Stallungen
Die Stallungen liegen rund 100 m nordwestlich des Hauptgebäudes. Sie stammen aus dem späten 18. Jahrhundert und wurden entlang der Rückseite im späten 19. Jahrhundert überarbeitet. Das Mauerwerk besteht aus Bruchstein und ist mit Harl verputzt, wobei die Kanten mit rustizierten Ecksteinen abgesetzt sind. Die Gebäude umschließen einen Innenhof beinahe vollständig. An der Südseite befindet sich das Eingangsportal mit gedrücktem Rundbogen. Auf dem First oberhalb des Tores sitzt ein kleiner Dachreiter mit quadratischer Grundfläche, Pyramidendach und Wetterfahne auf. Entlang der Fassaden sind neunteilige Sprossenfenster eingelassen. Die Gebäude schließen mit schiefergedeckten Walmdächern.